# South Bingera
South Bingera är en del av en befolkad plats i Australien. Den ligger i kommunen Bundaberg och delstaten Queensland, omkring 290 kilometer norr om delstatshuvudstaden Brisbane. Antalet invånare är 590.
Närmaste större samhälle är Bundaberg, omkring 17 kilometer nordost om South Bingera.
I omgivningarna runt South Bingera växer huvudsakligen savannskog. Runt South Bingera är det mycket glesbefolkat, med 3 invånare per kvadratkilometer. Genomsnittlig årsnederbörd är 1 178 millimeter. Den regnigaste månaden är mars, med i genomsnitt 261 mm nederbörd, och den torraste är september, med 20 mm nederbörd.